# Jens von Reis
Jens Gustaf von Reis, född 31 januari 1973 i Borgholm, är en svensk journalist, som sedan åtminstone 2004 arbetar som nöjes- och tidigare sportjournalist på Sveriges Television, bland annat som programledare för Nöjesnytt och tidigare 24 Nöje samt reporter på Sportspegeln.

## Biografi
Tidigare har von Reis arbetat på ZTV fram till och med 1999, bland annat som programledare för ZTV-nytt, ZTV på väg, Intervju och ztv.se Om Internet samt reporter för Musikmagasinet. 
Han är bosatt i Gustavsberg men föddes i Borgholm, där han även växte upp. Efter studentexamen från Stagneliusskolan i början av 1990-talet flyttade han till Stockholm. 
I tv-programmet Gomorron Sverige har von Reis tidvis medverkat i den så kallade nöjespanelen.
Tillsammans med Martin Krall grundade han vintern 2000 webb-tv-sajten och musikbolaget Mr Edmundo – som skulle konkurrera med MTV samt hade delägare som Per Gessle, Henrik Schyffert, Thomas Di Leva och Jonas Åkerlund. Han har varit produktionsansvarig på medieföretaget Peoples Front och regissör på Camp Cavid, som gjorde reklamfilmer åt Vodafone. År 2004 var han med i juryn i Fame Factory.